# Cataglyphis therii
Cataglyphis therii é uma espécie de inseto do gênero Cataglyphis, pertencente à família Formicidae.